# Stanislav Bauer
Stanislav Bauer (* 30. ledna 1942, České Budějovice) je český hokejista. Celý život hrál obránce. Nedával příliš gólů, ale mezi hráči byl uznávaný za svou taktickou hru a spolehlivost v obraně.

## Hokejový život
V 17 letech se dostal do sestavy družstva. V 19 letech odešel jako člen národního dorosteneckého výběru na vojnu do Dukly Jihlava. Po dvou letech se opět vrátil do Českých Budějovic, které tehdy sestoupily do první ligy. Z toho důvodu odešel do Kladna za svými přáteli z Dukly. Po čtyřech letech[kdy?] se jako zkušený hráč vrátil zpět
V letech 1967–1974 hrál za červenobílé. Za 7 let dal sice jen 8 gólů, ale České Budějovice vždy a ve všem podržel, jak v obraně na ledě, tak v osobním životě. Nejslavnější dva góly dal za Budějovice proti Kladnu, kdy odjížděl na střídačku a pouze nahodil puk na soupeřovu branku, jenže brankář puk přehlédl a ten spadl do branky. Sám Stanislav se o gólu dozvěděl až po několika sekundách, kdy fanoušci začali jásat. Druhý gól dal za Kladno proti Spartě. Dal gól na 2:1 a tím rozhodl zápas.
Poté hrál (v posledních letech i se svým synem) za budějovický tým Old Boys, kde byl stále jedním z nejuznávanějších beků. V roce 2008 přestal hrát, ale pokračoval jako trenér. O další rok později s hokejem přestal kvůli nemoci a rodině.
Jeho zájem o hokej nekončí, stále chodí fandit mladším a hlavně učil a učí hrát hokej i jiné, ať už vlastní rodinu nebo přátele.